# Saalecker Werkstätten

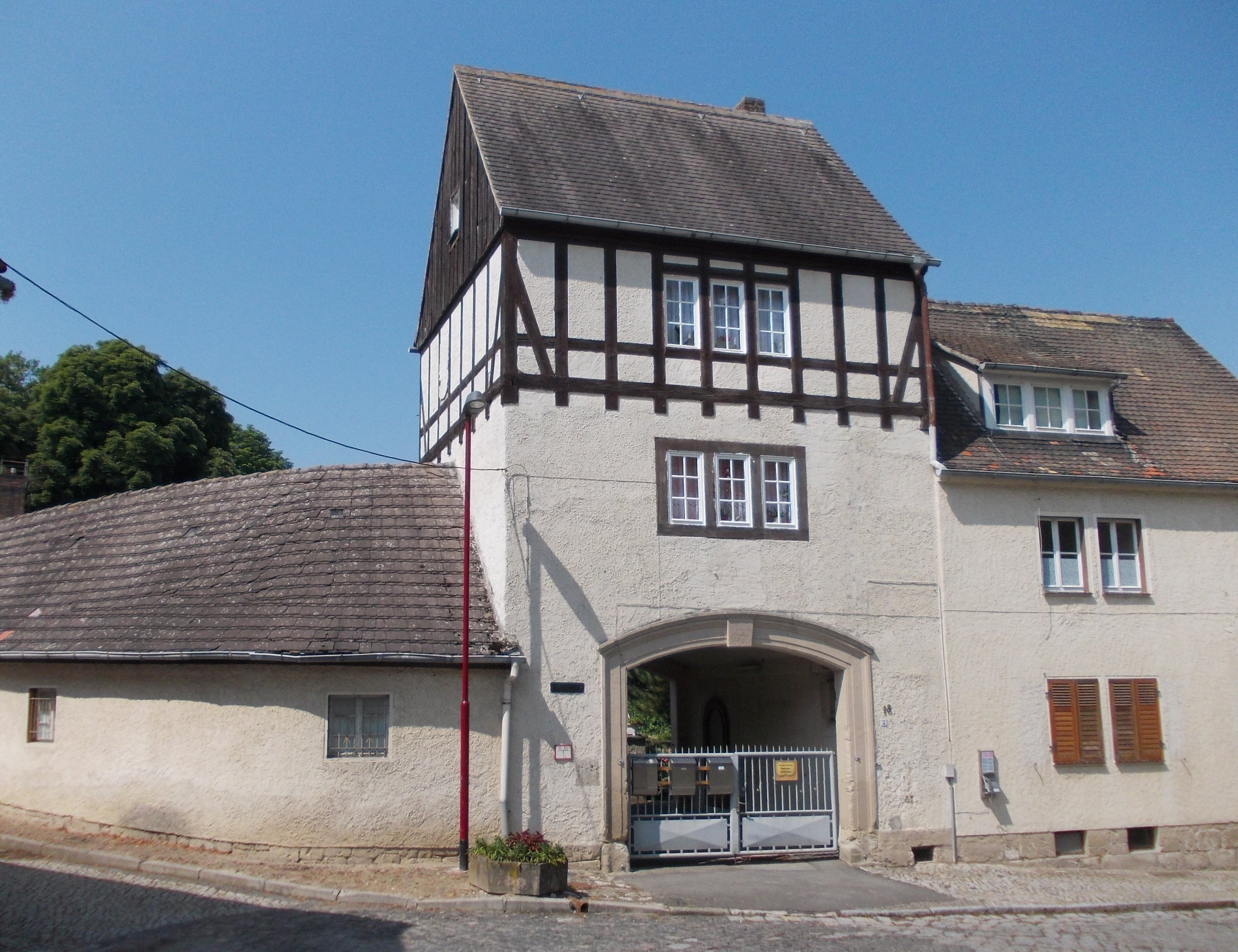
Das Torhaus als Zugang zu den Saalecker Werkstätten

Die Saalecker Werkstätten sind ein denkmalgeschützter Gebäudekomplex in Saaleck, einem Ortsteil von Bad Kösen, einem Stadtteil der Stadt Naumburg (Saale) im Burgenlandkreis in Sachsen-Anhalt. Er ist mit der Erfassungsnummer 094 95559 im Denkmalverzeichnis des Landes registriert.

## Beschreibung
Nach der Gründung einer Künstler- und Architektenschule erwarb Paul Schultze-Naumburg im Jahr 1901 das Areal unterhalb der Burg Saaleck. Hier errichtete er bis 1914 ein Wohnhaus, Werkstätten und Wirtschaftsgebäude. Die heutige Form erhielt die Anlage in den Jahren 1923 und 1924. Um den schlossartigen Baukomplex mit seinen parkartigen Gartenanlagen wurde eine Mauer mit einem Torhaus errichtet. Die Architektur des Hauptgebäudes erinnert an die Zeit um 1800. Wenn auch die Innenräume in ihrer Gestaltung meist verändert wurden, gilt das gesamte Ensemble mit seiner landschaftlichen Einbindung als gut erhalten.